# Torneo de Gstaad 2009
El Torneo de Gstaad es un evento de tenis que se disputa en Gstaad, Suiza,  se juega entre el 26 de julio y el 2 de agosto de 2009.

## Campeones
- Individuales masculinos:  Thomaz Bellucci derrota a   Andreas Beck, 6–4, 7–6(2).

- Dobles masculinos:  Marco Chiudinelli /  Michael Lammer derrotan a  Jaroslav Levinský /  Filip Polášek, 7–5, 6–3.